# Ахпашева, Наталья Марковна
Наталья Марковна Ахпашева (род. 31 января 1960 года, Аскиз, Хакасская автономная область) — поэт, журналист, переводчик, учёный. Член Союза писателей России (1991), кандидат филологических наук (2009). Заслуженный работник культуры Республики Хакасия (1999).

## Биография
Закончила 11-ю школу в Абакане. Работала наборщиком ручного набора в полиграфпредприятии «Хакасия», училась в Абаканском филиале Красноярского политехнического института, где получила профессию инженера-электрика. Работала на «Крастяжмаше», в Усть-Абаканском управлении оросительных систем. В конце 1980-х вновь в УПП «Хакасия» — корректор, затем — выпускающая газеты «Советская Хакасия».
Стихи начала писать в детстве. Публикуется с 1985 года. Участвовала в региональных и всероссийских семинарах молодых литераторов в Абакане, Красноярске, Москве. В 1990 году в Красноярском книжном издательстве вышел первый поэтический сборник «Я думаю о тебе». Публиковалась в сборниках издательств «Молодая гвардия», «Современник», в «Молодой гвардии», «Литературной газете», «Литературной России». Автор нескольких поэтических книг.
По мнению доктора филологических наук А. Л. Кошелевой творчество Н. М. Ахпашевой — «это сложный синтез лирики и публицистики… в её стихах соприсутствуют времена, эпохи, культуры и стили». В 1992 году была избрана председателем правления Союза писателей Хакасии (сложила полномочия в 1998 году), членом редакционной коллегии журнала «Сибирские огни». В переводе Н. М. Ахпашевой опубликованы произведения ряда хакасских поэтов, сказание национального классика Моисея Баинова «Богатырь Хан-Тонис на тёмно-сивом коне» (2007 г.; Новосибирск. 2009 г.; Абакан).
Закончила Литературный институт им. А. М. Горького. В апреле 2009 года защитила там же кандидатскую диссертацию, посвящённую проблемам художественного перевода «Переводческая традиция хакасских сказаний о богатырях (опыт прескриптивного анализа художественного перевода)».
В 1999—2001 году была избрана депутатом Верховного Совета Республики Хакасия. В 2001—2023 годах работала в ХГУ им. Н. Ф. Катанова (зав. отделом по связям с общественностью, начальник пресс-службы, заместитель начальника управления по связям с общественностью и средствами массовой информации, заместитель директора центра корпоративных коммуникаций).
Советом старейшин родов хакасского народа удостоена ордена «За благие дела». Награждена Почётными грамотами Союза писателей России, Министерства образования Республики Хакасия, Министерства культуры Республики Хакасия, медалью Кемеровской области «За особый вклад в развитие Кузбасса», медалью «Трудовая доблесть Хакасии».
Заслуженный работник культуры Республики Хакасия.
Имеет двух сыновей. Живёт в Абакане.

## Общественная позиция
В 2022 году подписал письмо в поддержку российского военного вторжения на Украину.

## Краткая библиография
- Золотая пыльца: Подборка стихов // Живая листва. — Красноярск, 1985. — С. 34—41.
- Торжественная встреча: Стихи // Истоки. — М., 1990. — С. 84.
- «Я тебя не так любила…» — «Вслед ему: — Лохматый черт!…» — «Она ему надоедала…» — «Мокрый ангел в дверь мою стучался…» : Стихи // Вечерний альбом: Стихи рус. поэтесс. — М., 1990. — С. 286—287.
- Я думаю о тебе: Стихи. — Красноярск: Кн. изд-во, 1990. — 139 с.
- Солярный круг: Сб.стихов. — Абакан, 1993. — 120 с.
- Ковыльная степь: Монолог древнего идола: Стихи // Молодая гвардия. — 1993. — № 3. — С. 66—67.
- Баюшки — баю: Колыб. песенки для детей дошк. и мл. шк. возраста / Пер. с хакас. — Абакан, 1995. — 31 с.
- Тысячелетье на исходе: Стихи. — Абакан, 1996. — 112 с.
- Кварта: сб. стихов. — Новосибирск, 2000. — 144 с. — (Поэтическое приложение к журналу «Сибирские огни»).
- По разные стороны истины… : стихи // Литературная Россия. — 2007. — 18 мая. — С. 7.
- Переводческая традиция хакасских сказаний о богатырях (опыт прескриптивного анализа художественного перевода): автореф. дис. на соиск. учен. степ. канд. филол. наук: 10.01.08 / Ахпашева Наталья Марковна: Лит. ин-т им. А. М. Горького. — М., 2008. — 21 с.
- Из памяти древней: Стихи. — Абакан, 2010. — 32 с.
- Зеркала в зеркалах: Стихи. — Абакан, 2015. — 120 с.

## Переводы с хакасского языка
- Баюшки-баю. Колыб. песни. — Абакан: Хакас. кн. изд-во, 1995. — 31 с.: ил. — На хакас. и рус. языках.
- Чатхан : поэма // Майнашев В. Крашенные ковыли. — Абакан: Хакас. кн. изд-во, 1995. — С. 94—106.
- Баинов М. Р. Смерть Хан-Тониса : [гл. из богатырского сказания] // Хакасия. — 2005. — 5 февр. — С. 8.
- Килижеков А. Чылығ кÿнде (В летний день) стихи для детей на хакас. и рус. языках. — Ағбан (Абакан) : Бригантина, 2006. — 36 с.: ил.
- Баинов М. Хан-Тонис на темно-сивом коне. Богатырское сказание. — Новосибирск: Новосиб. кн. изд-во, 2007. — 384 с.: ил.
- Баинов М. Хан-Тонис на темно-сивом коне. Богатырское сказание. — Абакан: Хакас. кн. изд-во, 2009. — 240 с.